# Vítkovský rybník
Vítkovský rybník  o výměře vodní plochy 5,31 ha se nalézá na severním okraji města Chlumec nad Cidlinou v okrese Hradec Králové v těsné blízkosti rybníků Chlumecký a Jordán. Rybník je ve vlastnictví společnosti Kinský dal Borgio a je využíván pro chov ryb. 

## Historie
Vítkovský rybník je pozůstatkem bývalé rozsáhlé Chlumecké rybniční soustavy, která v době svého největšího rozkvětu čítala na 193 rybníků vybudovaných v průběhu 15. až 16. století v oblasti povodí řek Cidliny a Bystřice. 

## Galerie

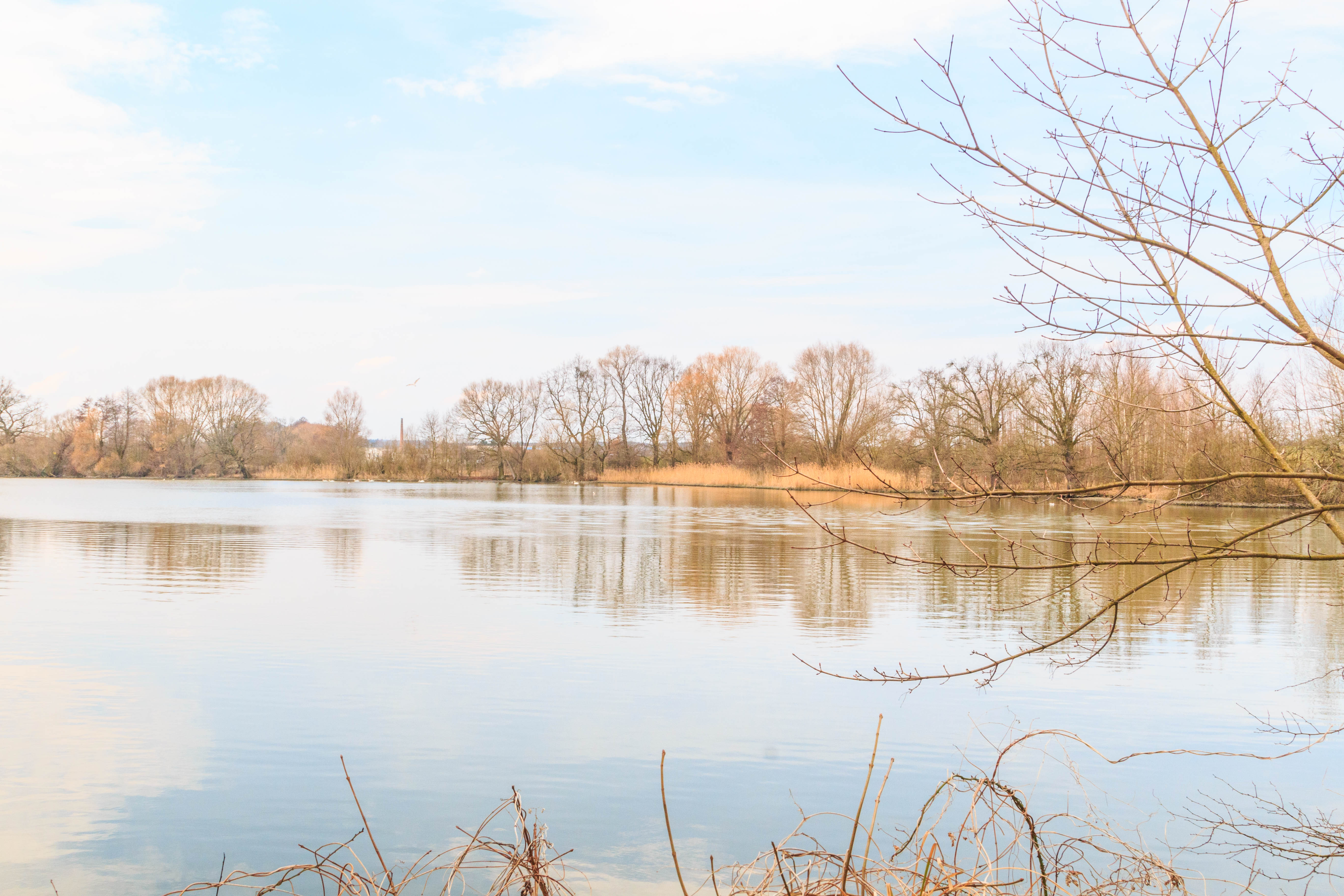
Pohledy na Vítkovský rybník
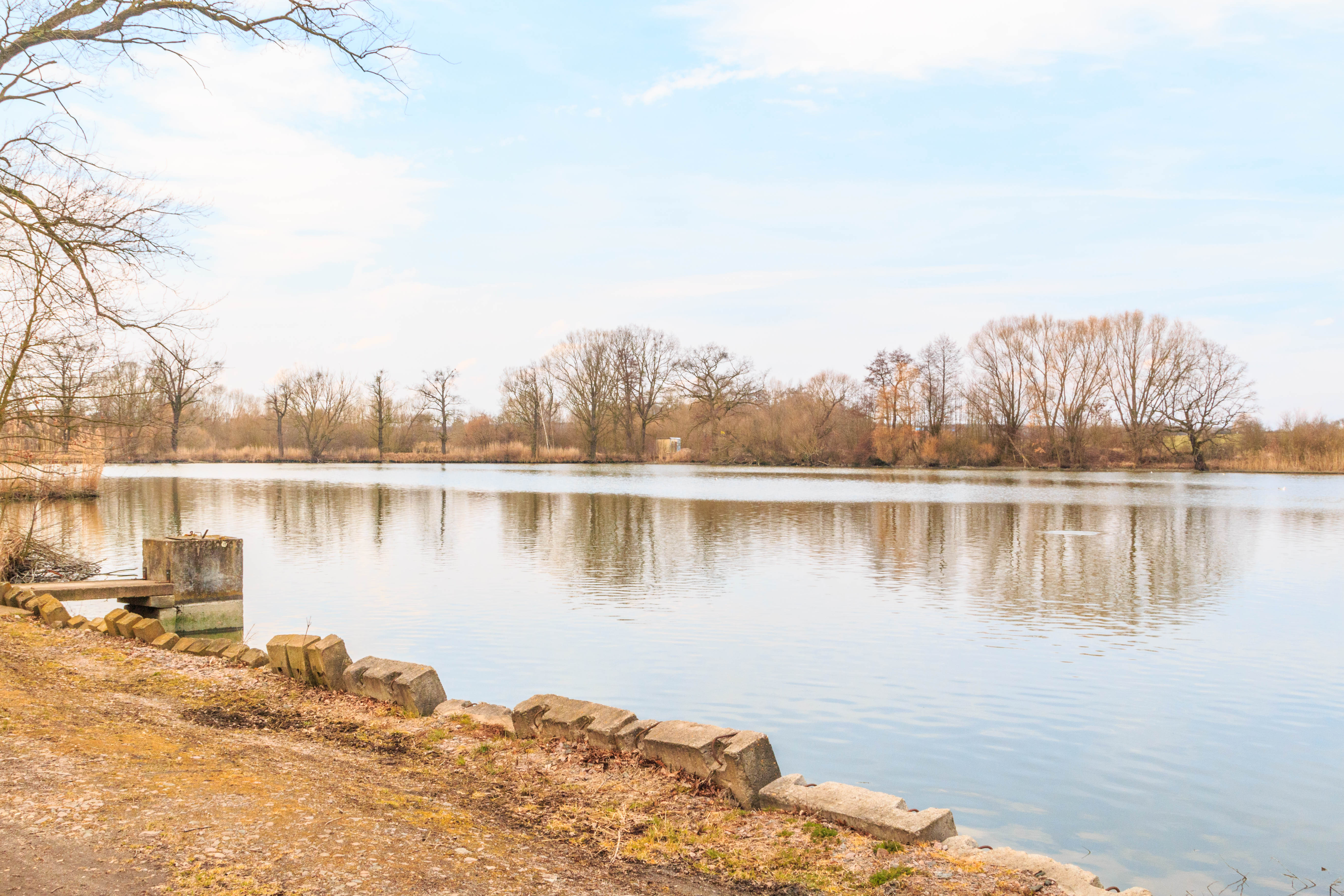
Pohledy na Vítkovský rybník
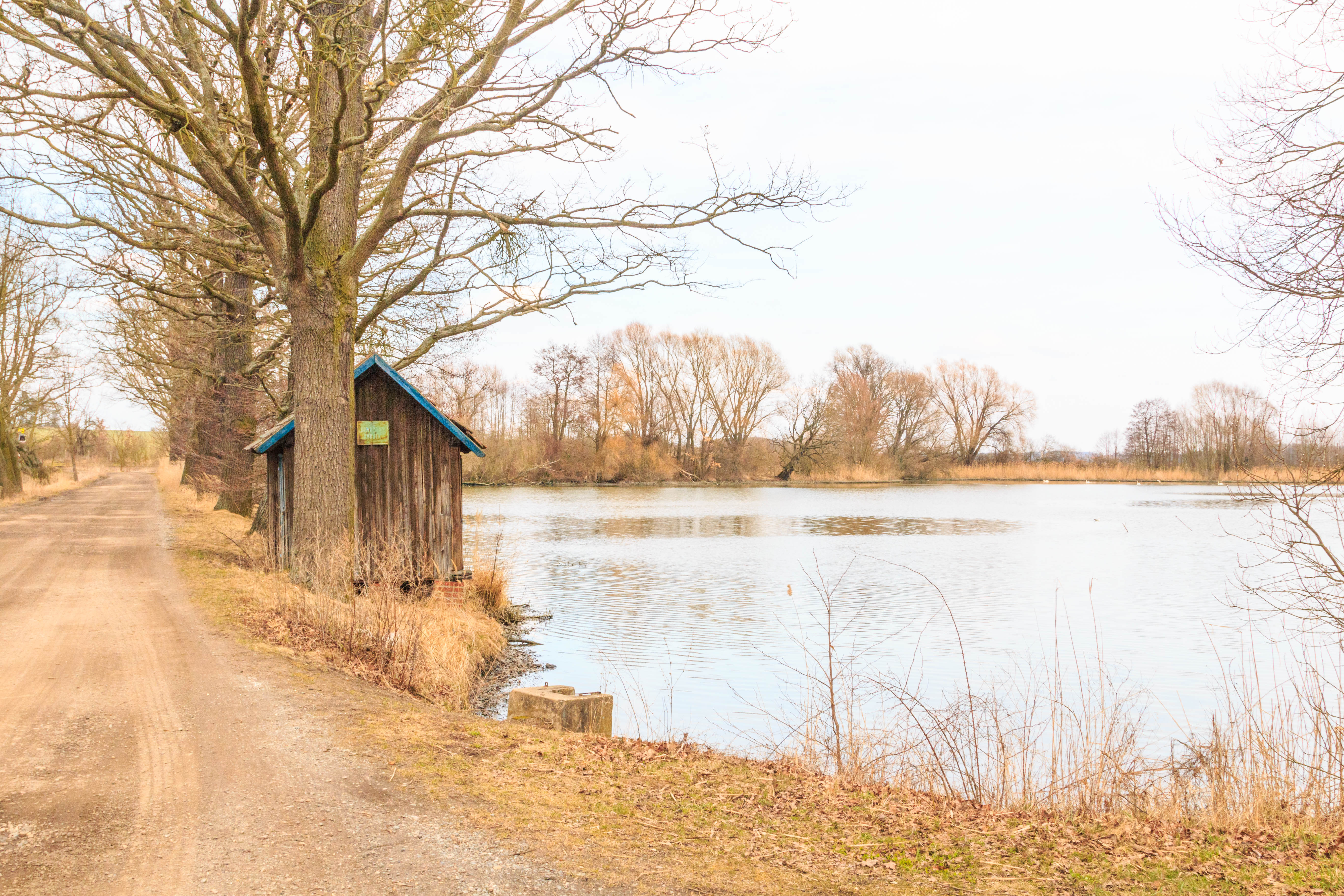
Pohledy na Vítkovský rybník
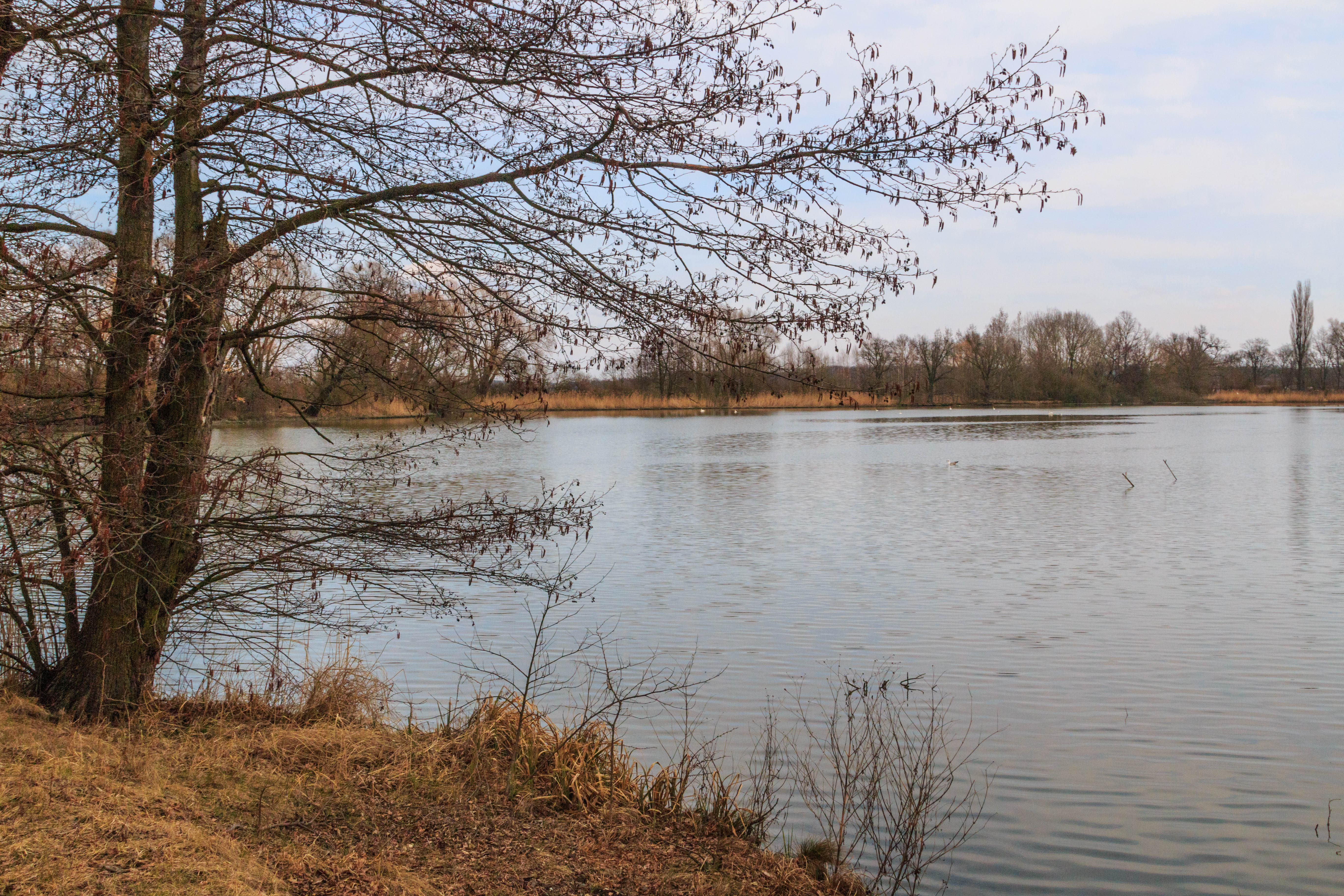
Pohledy na Vítkovský rybník